# Devil Beside You
Devil Beside You (traditionell kinesiska: 惡魔在身邊, förenklad kinesiska: 恶魔在身边, pinyin: Èmó zài shēnbiān) är en taiwanesisk dramaserie baserad på den japanska mangan Akuma de Sourou, skriven av Mitsuba Takanashi. I huvudrollerna syns Mike He och Rainie Yang. Serien sändes på China Television (CTV) mellan den 26 juni 2005 och  18 september samma år. TV-serien har 20 avsnitt.

## Rollista
- Rainie Yang som Qi Yue
- Mike He som Jiang Meng
- Kingone Wang som Shang Yuan Yi
- Tsai Pei som Qing Zi
- Ivy Fan Xiao Fan som Xin Li Xiang
- He Du Lin som Jiang You Hui
- Ge Wei Ru som Huang Xue Wei
- Masuyama Yuki som Yu Yang Ping
- Yuan Jun Hao som Guo Kai
- Figaro Ceng Shao Zong som Yuan Chuan Rang
- Katherine Wang Kai Di som Liu Mei Di
- Fu Xiao Yun som Xiao Cai
- Wu Zhong Tian som Tian Si Shen
- Wang Jian Min som Chui Ming
- Tang Qi som Jiang Mengs farmor
- Meng Ting Li som Yuan Mei Jin

## Rollfigurer
Qi Yue är en söt och oskyldig tjej studerar  andra året på universitetet. Hon bor tillsammans med sin mor som är änka efter att Qi Yues far omkom i en bilolycka. Karaktären Qi Yue är blyg och ibland helt tanklös, men hon är en lojal person med ett gott hjärta.
Jiang Meng, kallas Ahmon av sina vänner och Ah Meng av alla andra, är son till universitetets rektor och känd för att vara en  bråkstake. Han studerar första året på universitetet och är ett år yngre än Qi Yue. Trots att Meng har ett rykte om att vara både våldsam och elak mot tjejer kallas han även  "Prince of Seduction" (Förförelsernas prins). Hans handlingar grundas på moral och han försöker hjälpa andra med deras problem.
Yuan Yi är lagkapten i skolans basketlag. Inledningsvis ges sken av att han är en snäll kille, men när Qi Yue anförtror honom sina känslor visas en annan sida av honom. Karaktären utvecklas när han får känslor för Qi Yues bästa vän Qing Zi.

## Soundtracks
- Yue Liang Dai Biao Wo De Xin (The Moon Represents My Heart) - David Tao
- Set Me Free - Huang YiDa
- Chou Nan Ren (Jerk) - Huang YiDa
- Yi Miao De An Wei (A Moment's Consolation) - Huang YiDa
- Li Xiang Qing Ren (Ideal Lover) - Rainie Yang
- Ai Mei (My Intuition) - Rainie Yang
- An Rao Siao - XL
- Mei Li De Hway Yi - XL